# !Action Pact!
!Action Pact! foi uma banda de punk rock, formada em 1981 como Bad Samaritans pelo guitarrista Wild Planet, baixista Dr. Phibes, e baterista Joe Fungus.

## História
Eles são de Stanwell em Middlesex. O John da Dead Mans Shadow (D.M.S.) foi o cantor original da banda. Ele deixou a banda se concentrar na D.M.S. Ele foi substituído por George Cheex, que aceitou o trabalho por causa da "sua coragem para gritar junto com as canções da banda". Tanto George quanto Joe tinham 15 anos e ainda participando da escola quando o EP Heathrow Touchdown foi lançado em Outubro de 1981. Duas das contribuições da banda para o EP, "London Bouncers" e "All Purpose Action Footwear", chamaram atenção da BBC Radio 1 DJ John Peel. Ele tocou a música muitas vezes e queria que a banda gravasse sua primeira session, na qual foi feita em 22 Fevereiro de 1982. Eles gravaram "People", "Suicide Bag", "Mindless Aggression", "Losers", e "Cowslick Blues". O resultado da gravação chamou a atenção da Fall Out Records, na qual assinou com a banda como primeiro ato em sua lista.  !Action Pact!'s estreou, o Suicide Bag EP, foi feito em  Julho de 1982 e subiu ao topo do Melhores British Punk. A banda iria depois se unir ao baterista Grimly Fiendish e baixista Thistles, e o produtor Phil Langham que também iria fazer parte no baixo com o nome de Elvin Pelvin.

## Outros projetos
Wild Planet (Des Stanley) agora dirige a banda de rock na qual seu filho, Mark Stanley, que toca baixo.  Purge tem as vezes tocado cover ao vivo da música "London Bouncers" da !Action Pact!'s. Joe Fungus também tocou com a banda punk chamada Savage Upsurge seguindo em frente para se juntar a The Final Hour também uma base da banda stanwell, com quem eles gravaram algumas demos depois deixando para tocar uma série de covers de bandas. O baixista original Kim Igoe (também conhecido como Dr Phibes) foi escritor da banda. Ele deixou depois do primeiro álbum.

## Discografia
Posições na UK Indie Chart.

### Álbums
- Mercury Theatre - On the Air! (UK Fall Out, 1983) No. 5
- Survival of the Fattest (UK Fall Out, 1984)

### Compilações
- The Punk Singles Collection (Captain Oi!, 1995)
- Blitzkrieg Over You!: A Tribute to the Ramones (Nasty Vinyl, 1998)

### Aparições em compilações
- A Triple Dose of Punk (Cleopatra, 1999)

### Singles/EPs
- Heathrow Touchdown EP
- Suicide Bag EP No. 6
- "People" No. 13 (Times Must Change & Sixties Flix heard on John Peel Session)) - FALL 10
- London Bouncers EP No. 23
- "Question of Choice" No. 36
- Yet Another Dole Queue Song EP No. 7
- "Cocktail Credibility" No. 33